# HELL HELL
『HELL HELL』（ヘルヘル）は、東ジュンによる日本の漫画作品。『フレッシュガンガン』（スクウェア・エニックス）に読切掲載の後、『月刊少年ガンガン』（同）2010年9月号から2012年4月号まで連載された。また、ウェブコミック配信サイト『ガンガンONLINE』で2010年10月14日から2011年5月19日までリピート連載された。話数カウントは「COUNT○」。

## あらすじ
自らの跡継ぎを決めるため、地獄王ソロモンは72人の息子たちを殺し合わせるゲームを始める。

## 登場人物

### 主要人物
萩野シン（はぎの シン）
本編の主人公。名前以外すべてを忘れた「記憶喪失」の少年で、行き倒れていたところを拾われる。
自分勝手な性格で他人と馴れ合うことを嫌うが、荻野や葛城には心を開いている。
通称「68番目のシン」。ヘルアンデッドの主食である人間を食べることを拒否したため、父である地獄王の怒りを買い、他のヘルアンデッドたちからも忌み嫌われ、長い間他の兄弟から隔離され孤独で居た。与えられた地獄武器はフォーク。だが後に“70番目のノロ”を自らの地獄武器で倒した事により他のアンデッドの地獄武器を“食べる”蜘蛛の食器（イーター）に強化された。並大抵の攻撃では傷つかず、痛がることもない。
「記憶喪失」は演技であるが、人間界のことはほとんど知らないため、「世間知らず」として見られているようである。
どんな相手であっても決して怯むことはなく、常に毅然として立ち向かう。
ヨミガエとの死倒後、彼を始め、シノ、ナゴ、トドロ、ミナギ等生き残ったヘルアンデッドと共に人間になる。

### ヘルアンデッド
トウト
39番目のヘルアンデッド。既に一人ヘルアンデッドを殺している。殺害対象を探すため、無差別に人間を襲っていた。地獄武器は長槍。
丸腰のシン相手に戦うが、シンの機転で自らの槍に刺されて死亡。
ナゴ / 和水（なごみ）
28番目のヘルアンデッド。長髪の優男。無類の動物好きで、野良猫や野鳥と触れ合うことが好き。しかし本人曰く「餌をあげると対等な関係で無くなる」ため、拾った動物はすべて親元に帰している。
戦闘能力は高いが、心優しい性格の為兄弟で殺し合いをすることを嫌っており、何かわかりあえる道はないか探っている。
地獄武器は髪留めで、外すと同時に剣に変化し、攻撃する際は刀身が長くなる。
ヨミガエとの戦闘後、シンと同じ人間になる。
モト
26番目のヘルアンデッド。和水を追っている。地獄武器は弓矢。博多弁でしゃべる。
その場に居合わせたシンと、戦意のない和水をまとめて倒そうとするが、隙を突かれてシンに和水の剣で貫かれ死亡。
ミナギ
2番目のヘルアンデッド。地獄王（ソロモン）の左目であるパーツ・「ヘルオッドアイ」を持ち、その力で人間とヘルアンデッドを識別できる。地獄武器は大剣で、普段はマフラーに変化している。
父親である地獄王に認められたいと思っており、また地獄王後継者の座を渇望している。
ヨミガエとの戦闘後、人間になったが、地獄王の左目「ヘルオッド・アイ」が消滅し眼帯をしていることから隻眼になった様子。
ヨミガエ
最初のヘルアンデッドであり、地獄王の分身とも言える存在。二番目のことを「みっちゃん」と呼ぶ。
地獄王のパーツを手に入れ、自身が現実世界と精神世界を支配しようと目論む。しかし、シンとミナギや和水達に倒される。
ノロ
70番目のヘルアンデッド。凶暴な性格をしており、シンの挑発に乗って襲い掛かってくる。
地獄武器は鎖で、普段は三叉の槍の柄の部分に付けている。一旦はシンを追い詰めるものの、鎖を封じられ、シンのフォークによって倒される。
トドロ / 女郎花轟六（おみなえし とどろく）
44番目のヘルアンデッド。シンを希望と呼び、協力する。地獄武器はボウガンで、普段は学生帽の形をとっている。
ヨミガエとの戦闘後、人間になる。
シノ
萩野忠春に付き従うヘルアンデッドの少女。自分で何かを考えなければならないのが嫌で、忠春の言うがままにされ、彼に何をされても全く抵抗しない。
地獄武器は猟銃で、普段はスカーフの形をとる。
ヨミガエとの戦闘後、人間になる。
シバ
5番目のヘルアンデッド。僧侶の服装を纏っている。地獄王の左腕を持ち、ヨミガエを神の様に慕う。しかし、ヨミガエに用済みにされ死亡。

### 人間
葛城いこい（くずしろ いこい）
シンのクラスの女子。パン屋の娘。誰にでも気兼ねなく接する明るい少女で、クラスの人気者。シンの初めての友達。
トドロと共にヨミガエとの戦闘に参加する。
萩野圭吾（はぎの けいご）
小説家。行き倒れていたシンを拾う。天涯孤独であるため、シンを家族のように思っている。
荻野忠春（はぎの ただはる）
圭吾の義兄。圭吾の亡くなった妻の兄で、無職。たまに圭吾の家に来ては金をせびりに来る。
偶然シノを拾い、ヘルアンデッドの存在を知る。そして彼女を言いなりにさせ、他のヘルアンデッドを捕らえ、その不死の力を研究し、我がものにしようとしている。
何故かヘルアンデッドを「化け物」と呼び、異様なまでに憎んでいる。
その原因は自分の妹であり圭吾の妻でもある、千晴がヘルアンデッドのシバの口封じのために殺されたからである。
その後、シンにシバ達の本拠地を教える。

## 用語
ヘルアンデッド
地獄から這い上がり土から生まれた化け物。不死身であり、どんなに攻撃を受けても死なず、傷も再生する。全部で72人存在する。
彼らを傷つけることが出来るのは地獄武器のみである。致命傷を負ったヘルアンデッドは身体が燃え上がり、灰となって死ぬ。
彼らの目的は地獄王の座に就くことであり、そのため生まれながらにして互いを殺し合う宿命を背負っている。
また地獄にいた頃は人間を食事としていた、食物連鎖の頂点に立つ生物であった。
地獄武器（ヘルアーマー）
ヘルアンデッドが地獄王から授けられた武器。ヘルアンデッドを傷つけられる唯一の武器で、全員が一つずつ持っている。
普段は別の物に形を変えており、所有者以外が触れると、電撃のようなものが走り弾かれる。そのため、地獄武器は本人以外には扱うことができない。
パーツ
地獄武器とは別に、地獄王が授けた自らの身体の一部。
特別な力を宿しており、 「右目」「左目」「両耳」「右腕」「左腕」「両脚」の6つからなる。

## 単行本
1. ISBN 978-4-7575-3120-8（2011年1月）
2. ISBN 978-4-7575-3226-7（2011年5月）
3. ISBN 978-4-7575-3389-9（2011年10月）
4. ISBN 978-4-7575-3503-9（2012年2月）
5. ISBN 978-4-7575-3552-7（2012年4月）